# Бей-оф-Пленти
Бей-оф-Пленти (англ. Bay of Plenty, маори Te Moana-a-Toi, «Море Тои») — один из регионов Новой Зеландии, расположенный на берегу залива Пленти (англ. Bay of Plenty).

## Административное деление
Главным органом административного управления региона является, образованный в 1989 г. путём слияния 25 административно-хозяйственных организаций района Environment Bay of Plenty (ранее Bay of Plenty Regional Council) с основным офисом располагаемом в населённом пункте Факатане. Различные органы и управления администрации также располагаются в Тауранге и Роторуа. В 2007 году было принято решение о переносе основного офиса в течение последующих 10 лет в Таурангу, являющуюся неформальным центром всего региона.
Регион состоит из 7 округов: Тауранга, Округ Роторуа (часть), Округ Факатане, Округ Западный Бэй-оф-Плэнти, Округ Каверау, Округ Опотики и Округ Таупо (часть).

## Население
Крупнейшими городами региона являются:
- Тауранга 123 500 чел.
- Роторуа 70 000 чел.
- Факатане 18 950 чел.
- Те-Пуке 7620 чел.
- Каверау 6720 чел.
- Катикати 4290 чел.
- Опотики 4120 чел.